# Gencjana
Gencjana, fiolet gencjanowy, fiolet goryczki, pioktanina (łac. Violetum Gentianae, Pyoctaninum coeruleum FP III) – 0,5–2% wodny lub spirytusowy roztwór fioletu gencjanowego, czyli farmakopealnego surowca farmaceutycznego (FP III) mieszaniny fioletu krystalicznego i fioletu metylowego. Według charakterystyki produktu leczniczego składnikiem czynnym jest chlorek metylorozanilinowy (fiolet krystaliczny).
Niekiedy dla fioletu gencjanowego stosuje się synonimy: fiolet krystaliczny i fiolet metylowy, co jest potocznie przyjęte, jednak błędne w ścisłym znaczeniu.
Roztwór wodny 0,5% przeznaczony jest do dezynfekcji skóry w powierzchownych uszkodzeniach naskórka, błon śluzowych i skóry. Stosuje się go również w ropnych zakażeniach skóry i błon śluzowych, niektórych grzybicach i drożdżycach. Roztwór spirytusowy 1% ma podobne zastosowanie, przy czym nie stosuje się go na błony śluzowe.
Działa na bakterie Gram-dodatnie i niektóre grzyby (w tym na Candida albicans). In vitro hamuje wzrost Pseudomonas który jest bakterią Gram-ujemną. Wykazuje działanie in vivo na gronkowce złociste oporne na metycylinę (MRSA).